# Termorregulación de los insectos
La termorregulación de los insectos o regulación de la temperatura de los insectos es el proceso por el cual los insectos mantienen su temperatura corporal dentro de ciertos límites. Tradicionalmente, los insectos han sido considerados como ectotermos o poiquilotermos (animales con temperaturas corporales variables y que dependen de la temperatura ambiental) para diferenciarlos de los homeotermos, condición que se encuentra en varios vertebrados. Sin embargo, el término regulación de la temperatura (o termorregulación) se utiliza actualmente para describir la capacidad de algunos insectos, y otros animales, de mantener una temperatura estable (ya sea por encima o debajo de la temperatura ambiente) por lo menos en una región de sus cuerpos, ya sea por medios fisiológicos o comportamentales (ver abajo). Aunque muchos insectos son ectotermos (es decir, adquieren calor principalmente del medio ambiente), otros pueden producir calor por procesos bioquímicos dentro de sus cuerpos (condición conocida como endotermia u homotermia). Estos insectos que presentan endotermia son mejor descriptos como heterotermos, debido a que no generan calor constantemente y, cuando producen calor, diferentes temperaturas son mantenidas en distintas partes del cuerpo (por ejemplo, hay polillas o mariposas nocturnas que generan calor en el tórax pero el abdomen se mantiene casi a temperatura ambiente).

## Termorregulación durante el vuelo
Volar es una forma de locomoción energéticamente costosa que requiere un alto metabolismo. Para que un animal pueda volar, este necesita que sus músculos del vuelo sean capaces de producir altos niveles de energía, que a su vez, debido a las ineficacias bioquímicas del tejido muscular, terminan produciendo grandes cantidades de calor. De esta manera, un insecto volador produce calor que, siempre y cuando no exceda un determinado límite superior letal, será tolerado por el organismo. Sin embargo, si el insecto está expuesto a fuentes externas de calor (como por ejemplo, a radiación solar) o la temperatura ambiental es demasiado alta, este debe ser capaz de regular su temperatura corporal y permanecer en un rango de temperatura tolerable.
El primer mecanismo que podemos pensar que está actuando para que los insectos pierdan calor es el de convección ya que al volar a altas velocidades, los insectos producen necesariamente más convección. Sin embargo, se ha demostrado que altas velocidades de vuelo resultan en un incremento, en lugar de una reducción, de la temperatura torácica. Esto es probablemente causado por el alto trabajo que realizan los músculos del vuelo y que en consecuencia, aumentan la cantidad de calor generado en el tórax.
La primera evidencia de insectos termorregulando en vuelo demostró que las polillas podían disipar el calor producido en el tórax regulando el flujo de hemolinfa hacia el abdomen. El corazón de estas mariposas nocturnas está adaptado para facilitar el intercambio de calor entre estas dos partes del cuerpo de manera que el abdomen puede ser utilizado como un disipador de calor y un radiador; ayudando al insecto a mantener una temperatura torácica estable bajo diferentes condiciones ambientales. Hasta ese entonces se creía que la regulación de la temperatura de un insecto en vuelo era únicamente obtenida por medio del control de la pérdida de calor cuando la temperatura torácica aumentaba demasiado.
Evidencia de que los insectos también pueden controlar la producción de calor, vino de experimentos en abejas. Se sugirió entonces que la regulación de la temperatura corporal de las abejas, y probablemente de muchos otros insectos heterotermos, es causada principalmente por la variación de la producción de calor. Si los insectos voladores son capaces o no de regular su temperatura torácica mediante la regulación de la producción de calor o sólo mediante la variación de la pérdida de calor, sigue siendo un tema de debate.

## Termorregulación antes del vuelo

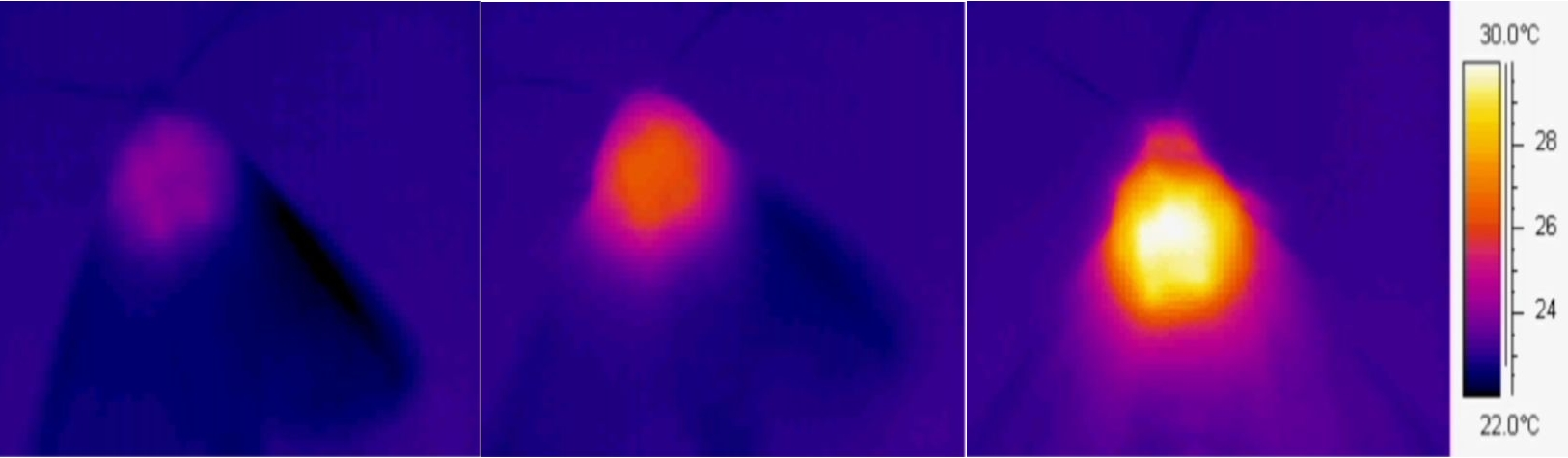
Cambios en la temperatura torácica de una polilla visto con una cámara infrarroja

Varios insectos de mediano a gran tamaño están adaptados para regular su temperatura corporal o termorregular de manera que actividades energéticamente costosas, como por ejemplo volar, sean factibles. El comportamiento de los insectos consiste en el trabajo ineficiente de músculos que produce un exceso de calor y es este calor que dicta cual es el rango térmico en el que mejor van a funcionar estos músculos. El alto costo metabólico de los músculos de vuelo de los insectos significa que una gran cantidad de energía química es utilizada por dichos músculos. Sin embargo, solo un porcentaje muy pequeño de esta energía se traduce en trabajo mecánico (es decir en movimiento de las alas). Por lo tanto, el resto de esta energía se transforma en calor y a su vez produce las altas temperaturas corporales observadas en insectos endotérmicos.  
Estas altas temperaturas a las que los músculos de vuelo trabajan no permiten que estos insectos comiencen a volar a bajas temperaturas ambientales porque sus músculos se encuentran a temperaturas subóptimas. Los insectos endotérmicos se han adaptado a hacer uso de este exceso de calor producido por los músculos de vuelo para aumentar su temperatura torácica antes de volar. Tanto los músculos dorso-longitudinales (que al contraerse bajan las alas durante el vuelo) como los músculos dorso-ventrales (que al contraerse elevan las alas durante el vuelo) están implicados en el precalentamiento (calor producido por la actividad muscular antes del vuelo) pero actuando de una manera diferente. Durante el vuelo, éstos funcionan como músculos antagonistas para producir el aleteo que permite al insecto mantenerse en vuelo. Sin embargo, durante el precalentamiento estos músculos indirectos de vuelo se contraen al mismo tiempo (o casi al mismo tiempo en algunos insectos) para no producir ningún movimiento de las alas (o reducir este movimiento) y generar tanto calor como sea posible para elevar la temperatura torácica hasta los niveles óptimos en los que estos músculos de vuelo funcionan.
Es curioso que el comportamiento de precalentamiento de las polillas macho (Helicoverpa zea) es afectado por la presencia de ciertos olores. Al igual que muchas otras polillas, los machos de esta especie responden a la feromona de la hembra volando hacia ella y luego tratando de copular. Durante el precalentamiento de sus músculos del vuelo, y en presencia de la feromona, los machos generan calor a tasas más altas con el fin de despegar antes y llegar a la hembra antes que otros machos (que también pueden haber detectado la feromona).   
El alcanzar altas temperaturas de la manera mencionada anteriormente es una forma fisiológica de regular la temperatura porque el calor es generado internamente en el insecto. La otra manera de termorregular es cuando el animal modifica su conducta para adquirir o disipar calor, como por ejemplo cuando el animal se mueve hacia un lugar soleado o una región de sombra. Insectos que adquieren calor casi exclusivamente del sol incluyen a las mariposas.

## Otros ejemplos de termorregulación
Algunos escarabajos coprófagos nocturnos son capaces de aumentar la velocidad con la que crean y transportan su bola de heces cuando su temperatura torácica es elevada. Para estos escarabajos, el estiércol es un recurso preciado ya que les permite encontrar una pareja y es el alimento de sus larvas. El descubrir las heces rápido es importante porque significa poder empezar a hacer una bola cuanto antes y llevarla a un lugar lejano donde pueda ser enterrada. Los escarabajos detectan el estiércol fresco por su olor y vuelan hacia el lugar donde este se encuentra en minutos de haber sido depositado. Al arribar, su temperatura corporal es elevada debido al alto metabolismo durante el vuelo; lo cual le permite al escarabajo crear y transportar sus bolas más rápido. Cuanto más grande es la bola, más posibilidades tiene el escarabajo de conseguir una pareja pero al mismo tiempo cuanto más se tarda en hacer la bola, su temperatura corporal disminuye y sus acciones se hacen más lentas. Además, una bola de estiércol grande significa más trabajo a realizar para transportarla. Por lo tanto, estos insectos deben evaluar si hacer una bola de gran tamaño que les garantice encontrar pareja, pero que sea difícil de transportar a un lugar seguro, o hacer una bola más pequeña que puede que no sea suficientemente grande para atraer una pareja, pero que pueda ser transportada con facilidad. Además de esto, otros escarabajos que llegan más tarde al lugar (pero que su temperatura corporal es más alta), pueden combatir por las bolas que otros escarabajos han creado y ganar dichos encuentros.
Otro ejemplo interesante es el uso del calor producido por termorregulación como mecanismo de defensa. Ciertas abejas japonesas (Apis cerana japonica) son depredadas por una avispa (Vespa simillima xanthoptera), que espera a sus presas a la entrada de la colmena. A pesar de que las avispas son muchas veces más grandes que las abejas, las abejas son capaces de defenderse creando una masa (con sus cuerpos) alrededor de la avispa y aumentando la temperatura interna de la bola hasta que la avispa muere. Estas abejas están adaptadas a tolerar temperaturas superiores a 46 °C pero las avispas no lo están; y es por este motivo que este mecanismo de defensa es efectivo.